# Styliferina goniochila
Styliferina goniochila är en snäckart. Styliferina goniochila ingår i släktet Styliferina och familjen Cerithiidae. Inga underarter finns listade i Catalogue of Life.